# Cerro Paranal
Cerro Paranal je gora v puščavi Atakama v severnem Čilu in je dom observatoriju Paranal. Pred postavitvijo observatorija je bil vrh triangulacijska točka z nadmorsko višino 2.664 m. Sedaj je visok 2.635 m. Na gori se nahajata Zelo velik teleskop in Pregledni teleskop VLT. Gora je 120 km južno od Antofagasta in 80 km severno od Taltala. Od morja je oddaljena 15 km in od avtoceste B-710 5 km.

## Galerija
- Rimska cesta nad Cerro Paranalom.[2]
- Zodiakalna svetloba nad Paranalom.[3]